# Ilesia anguillana
Ilesia anguillana är en insektsart som beskrevs av Ronald Gordon Fennah 1942. Ilesia anguillana ingår i släktet Ilesia och familjen Flatidae. Inga underarter finns listade i Catalogue of Life.